# Правда об ангелах и демонах
«Правда об ангелах и демонах» (буквальный перевод — Взламывая Код да Винчи; англ. Unlocking DaVinci's Code) — документальный фильм режиссёра Дэвида МакКензи. Мировая премьера состоялась 10 августа 2004 года. Релизы на DVD были выпущены 20 мая и 4 июня 2009 года.

## Сюжет
Это увлекательное историческое расследование, проливающее свет на скрытую деятельность тайных организаций: ордена Тамплиеров, общества Приорат Сиона и особенно Иллюминатов, ведущих своё начало от Меровингов — королевской фамилии, правившей франками в течение трёх столетий. С ними, по мнению авторов, кровными узами связаны едва ли не все монархические дома Европы, а также большинство американских президентов.
Создатели фильма расскажут нам о современных иллюминатах, в число которых входят влиятельные мировые лидеры, занимающие самые высокие посты в правительственных, религиозных, научных, военных и финансовых кругах. Особенно сенсационно звучит теория о присутствии немалого числа иллюминатов в российских спецслужбах.

## Актёрский состав
- Патрик Макни — ведущий, рассказчик

## Съёмочная команда
- Джуди Лайнесс — сценарист, наблюдающий продюсер
- Майкл Босон — дополнительный сценарист
- Джереми Коул — дополнительный сценарист, продюсер участка
- Карла Филиша — дополнительный сценарист
- Дэвид МакКензи — исполнительный продюсер
- Пол Шарратт — исполнительный продюсер
- Джон Росс — композитор
- Дженнифер Родес — редактор
- Бью Грабнер — выпускающий координатор